# 森川典子
森川 典子 (もりかわ のりこ、1958年10月18日 - ) は、日本の実業家。

## 人物・略歴
愛媛県出身。1981年立命館大学産業社会学部卒業後、蝶理入社。1984年退職し、アメリカ大和証券に勤務しながら、モントクレア州立大学、カレッジ・オブ・インシュランスでMBAを取得。
1991年からアーサーアンダーセン会計事務所に勤務。
1995年モトローラ入社。2003年内部監査部アジア担当マネージャー、2009年取締役経理財務担当国内経理財務本部長。
2009年ボッシュ入社。2010年取締役副社長。
2018年蝶理取締役、2020年昭和電工取締役、三菱重工業取締役。
2023年レゾナック・ホールディングス取締役。